# 单眼竞争
单眼竞争是当两张不同的图像出现光学叠加时就会引起的人类视知觉效应的一种现象。在长时间的观看可以引起单眼竞争的图片后，其中一张图像会交替的比另一张看起来更清晰。一张图清晰的时长是随机的，而偶尔也会有一张图异常清晰而另一张看似消失了。
在图例中，一张图像是绿色光栅而另一张是红色的。长时间的注视后，观看者会发现绿色光栅有时会比红色光栅更清晰，有时则反之。有时却只能看到绿色光栅而看不到红色光栅。在交错处观察者有时可以看见两条光栅不规则地复合起来（此时光栅叠加起来，特定的一两条光栅消失了）

## 单眼竞争的历史
单眼竞争现象由 Breese 于 1899 年发现。他称其为单眼竞争以与双眼竞争区分开，Campbell 和 Howell 于 1972 年重新发现了这一现象，他们则称它为单眼图案交错，但是 Campbell 在他之后的论文中改成为单眼竞争，尽管这一术语并不精确，因为这一现象使用双眼也可以引发。Maier、Logothetis 和 Leopold 在 2005 年开始称呼此现象为模式竞争。
在 1970 年代的大量研究后，由 Georgeson 和 Phillips 在 1980 结束了研究潮，他们发表的论文表示，单眼竞争是由视觉残像和眼球运动引起的。他们认为，在长期观看光栅之后，人眼建立了负面的残像，这倾向于和真实的图像抵消，从而让图案消失（神经适应的一种形式）。当眼睛以直角移动呈光栅的一半的周期的距离时，该效应就会出现，而当与第二条光栅以直角运动时，第二条就会可见，第一条就会消失。因此，眼球的随机运动会导致图像可见性与清晰度的波动。
尽管残像和眼球运动被证明与单眼竞争有关联，它们却不能完全解释以下四点
1. 光栅比刺激更不能减弱或加强图像（Sindermann & Lüddeke, 1972）
2. 单眼竞争在刺激本身就是残像时也会发生，眼球运动不能减弱或加强这一现象（Crassini & Broerse, 1982）
3. 视觉交替有时发生在眼球不以 Georgeson 和 Phillips 的论文所述的方式移动中出现（Bradley & Schor, 1988）
4. 眼球运动不能解释两个图像不规则复合体的可见度，而如果用残像说来解释，这会要求视网膜的不同部分在不同方向上移动。

1997 年，Andrews and Purves 重新引起了对单眼竞争研究的兴趣，他们认为，单眼竞争的交替现象和由双眼相邻视野的竞争有关

## 单眼竞争的解释
Breese 认为单眼竞争与双眼竞争的机制相同。
Leopold 和 Logothetis（1999）认为，单眼竞争和双眼竞争是多穩態知覺的例子（比如奈克方块和花瓶错觉）。